# Avanfossa
Per avanfossa ci si riferisce ad una depressione che si forma al margine di un'area continentale verso la quale è diretta una migrazione orogenica  responsabile della formazione delle catene montuose, il termine attualmente indica un bacino con una subduzione di tipo A ovvero una collisione tra placche tettoniche continentali, l'avanfossa si trova precisamente in una zona di subduzione ed è dovuta ad una deformazione della litosfera prodotta dalle falde delle catene adiacenti.
Solitamente le avanfosse si trovano a ridosso di bacini situati su pendii continentali e su basamento fagliato.

## Avanfosse situate su bacini di pendii continentali
In questo caso la sedimentazione di un'avanfossa è correlata da una successione carbonatica su una piattaforma continentale, caratteristica di un margine continentale passivo, ed è a sua volta caratterizzata da una superficie discontinua contenente le avanfosse ed una zona adiacente con depositi terrigeni interni di origine orogenica detta avampaese, un esempio sono le avanfosse dei monti Appalachi e quelle delle Alpi.

## Avanfosse a basamento fagliato
In questo caso la sedimentazione è complicata dalle unità litologiche addizionali derivate dall'erosione dei blocchi di basamento continentale in sollevamento, un esempio sono le montagne rocciose meridionali dei Stati Uniti.